# Agrotis nuda
Agrotis nuda là một loài bướm đêm trong họ Noctuidae.